# Young Israel of Flatbush
 (mars 2024).
Young Israel of Flatbush est une ancienne congrégation et une synagogue juive orthodoxe historique, située à Brooklyn, à New York. La congrégation est de rite ashkénaze.
En 2021, la congrégation a fusionné avec le Talmud Torah de Flatbush pour former le Young Israël Talmud Torah de Flatbush, conjointement affilié au Conseil national du Jeune Israël et à l'Union orthodoxe. La congrégation fusionnée pratique ses cultes dans l’ancienne synagogue Talmud Torah, située au 1305 Coney Island Avenue, à Brooklyn.

## Histoire
Créée comme congrégation en 1921, la synagogue a été construite entre 1925 et 1929 et est un bâtiment de trois étages de style néo-mauresque, recouvert de briques à motifs polychromes. Elle présente des arcs en fer à cheval, des minarets et des tuiles polychromes.
La synagogue a été inscrite au registre national des lieux historiques en 2010. 

### Clergé
Le rabbin Solomon Sharfman a été rabbin de 1938 jusqu'à sa retraite en 1984.
Le rabbin Kenneth Auman est l'actuel chef spirituel de la congrégation fusionnée.